# CTOL

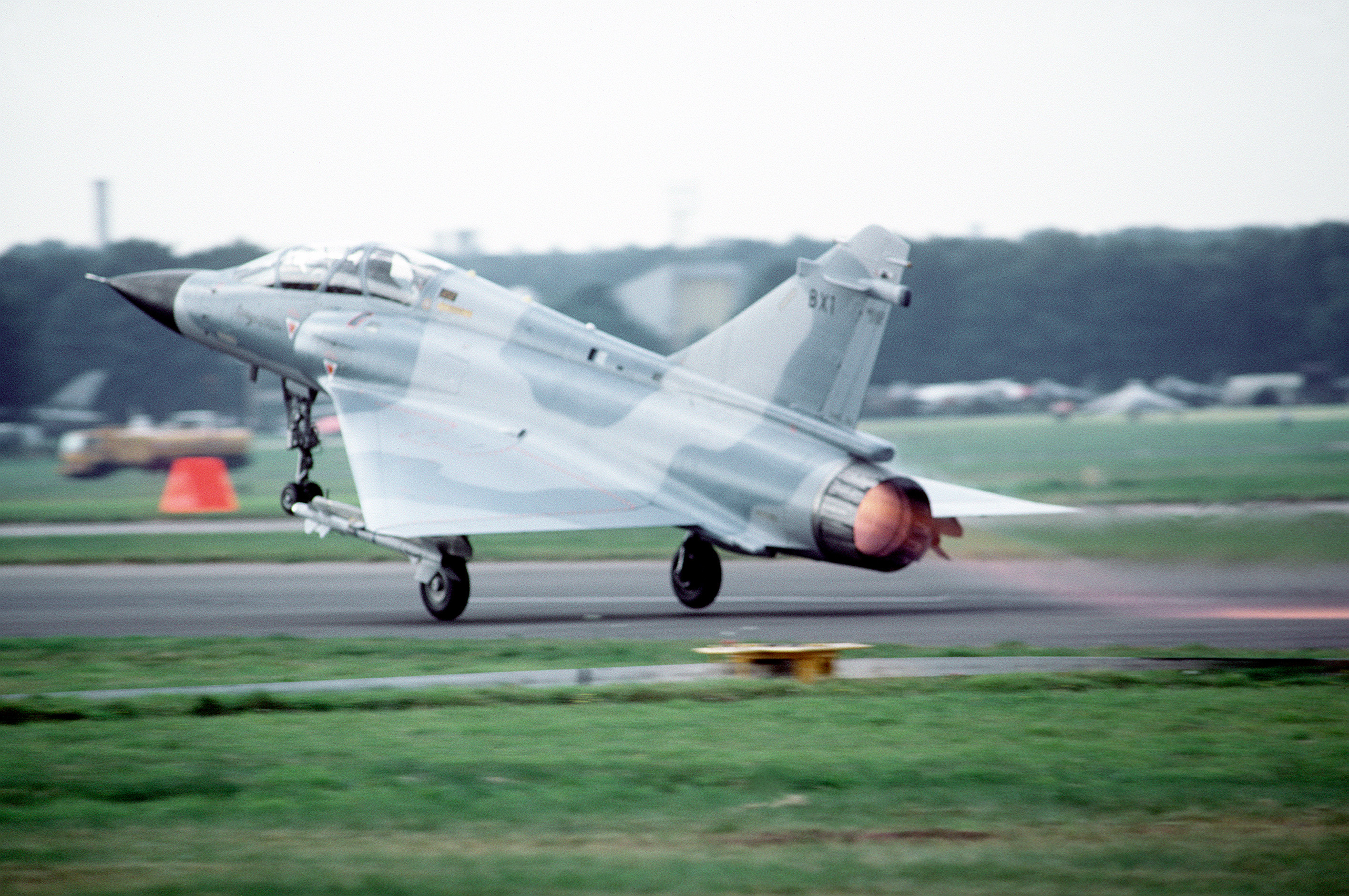
Mirage 2000 realizando un despegue convencional.

CTOL (acrónimo en inglés de Conventional Take-Off and Landing, «despegue y aterrizaje convencionales») es el proceso por el cual el avión despega y aterriza de manera similar a un avión de pasajeros, lo que implica el uso de pistas de aterrizaje y despegue. 
En el caso del despegue, el avión recorre la pista hasta que alcanza la velocidad suficiente y se logra el efecto aerodinámico de la sustentación, momento en el cual el avión deja de tener contacto con el suelo. A la hora de aterrizar, el avión procederá a efectuar un descenso de la altitud del vuelo, a reducir su velocidad y a desplegar el tren de aterrizaje, y una vez hecho, contactará con la pista de aterrizaje y progresivamente disminuirá su velocidad hasta detenerse completamente.
En el caso de hidroaviónes, en vez de usar pistas de aterrizaje y despegue, usan superficies extensas de agua.